# Aztekenstadion
Das Aztekenstadion (spanisch Estadio Azteca, durch Namenssponsoring offiziell Estadio Banorte) ist ein im Umbau befindliches Fußballstadion im Stadtteil Coyoacán der mexikanischen Hauptstadt Mexiko-Stadt. Die am 29. Mai 1966 eröffnete Spielstätte bot vor Beginn der Renovierung 81.070 überdachte Sitzplätze. Das Stadion ist seit der Eröffnung die Heimat des Fußballvereins Club América. Der CD Cruz Azul nutzte die Anlage von 1971 bis 1996 und von 2018 bis 2023. Es ist eines der weltweit größten Fußballstadien. Die Sportstätte war als einzige zweimal Austragungsort eines Eröffnungs- und Endspiels der Fußball-Weltmeisterschaft (1970 mit damals max. 107.494 Zuschauern und 1986 mit 114.464 Sitzplätzen) und ist mit 19 Spielen häufigster Austragungsort von WM-Spielen. Michael Jackson füllte es 1993 bei Konzertauftritten fünfmal nacheinander mit jeweils 100.000 Zuschauern. Das Stadion ist im Besitz des mexikanischen Multimediakonzerns Grupo Televisa, der auch Eigentümer der Fußballvereine Club América, Club Necaxa und San Luis FC ist.

## Geschichte

### Olympische Sommerspiele 1968
Zahlreiche Spiele (auch das Finale) des Fußballturniers der Olympischen Sommerspiele 1968 fanden im Estadio Azteca statt, während die meisten Wettkämpfe im Estadio Olímpico Universitario, ebenfalls in Mexiko-Stadt gelegen, abliefen.

### Fußball-Weltmeisterschaft 1970
1970 war Mexiko Austragungsort der Fußball-Weltmeisterschaft, neben den Olympischen Spielen das größte Sportereignis der Welt. Für die Weltmeisterschaft wurden fünf Stadien bestimmt, darunter auch das Aztekenstadion, mit 107.000 Zuschauerplätzen das damals zweitgrößte Stadion der Welt nach dem Maracanã in Rio de Janeiro. In der Vorrunde wurden die Partien Mexiko gegen die Sowjetunion (0:0), Belgien gegen El Salvador (3:0), Sowjetunion gegen Belgien (4:1), Mexiko gegen El Salvador (4:0), Sowjetunion gegen El Salvador (2:0) und Mexiko gegen Belgien (1:0) im Aztekenstadion ausgetragen. Im Viertelfinale beherbergte das Estadio Azteca die Begegnung zwischen der Sowjetunion und Uruguay, die Uruguay in der Verlängerung mit 1:0 für sich entscheiden konnte.
Auch das Halbfinale zwischen Italien und Deutschland fand im Aztekenstadion statt. 107.000 Zuschauer sahen eines der wohl größten Spiele in der Geschichte der Fußball-Weltmeisterschaft. Italien ging nach sieben Minuten durch Roberto Boninsegna in Führung und wollte den Vorsprung in der bewährten Catenaccio-Taktik verteidigen, doch die Deutschen schlugen wie schon im Finale vier Jahre zuvor gegen England in der letzten Minute zu. Karl-Heinz Schnellinger, als Vereinsspieler beim AC Mailand aktiv, erzielte das 1:1, nachdem die deutsche Mannschaft 80 Minuten lang das italienische Tor berannt und dabei zahlreiche Großchancen vergeben hatte. Eine Verlängerung musste die Entscheidung bringen. Der spätere Torschützenkönig dieser Weltmeisterschaft, Gerd Müller, brachte Deutschland in der 95. Minute in Führung, doch Tarcisio Burgnich konnte nur vier Minuten später ausgleichen. In der 104. Minute gelang den Italienern durch Luigi Riva die 3:2-Führung, die durch ein weiteres Tor von Müller in der 110. Minute zunichtegemacht wurde. Den Schlusspunkt dieser unglaublichen Verlängerung setzte Gianni Rivera mit dem 4:3 in der 111. Minute. Damit stand Italien im Finale gegen Brasilien, doch am meisten in Erinnerung blieb den Menschen das Halbfinale zwischen Italien und Deutschland. Es ist heute unter dem Begriff „Jahrhundertspiel“ bekannt, wobei die deutsche Presse bereits das mit 3:2 nach Verlängerung nach 0:2-Rückstand gewonnene Viertelfinale gegen den alten Rivalen England als Jahrhundertspiel bezeichnet hatte.
Das Finale zwischen Brasilien und Italien geriet schon von Anfang an zu einer einseitigen Partie. Die Italiener, die noch müde vom schweren Halbfinalspiel gegen Deutschland waren, gerieten bereits nach 19 Minuten durch ein Tor von Pelé in Rückstand. Doch sie rappelten sich auf und erzielten durch Boninsegna, der bereits im Halbfinale getroffen hatte, das 1:1. So stand es auch zur Pause, ehe die Südamerikaner in der zweiten Hälfte richtig aufdrehten. Zunächst Gérson in der 65. Minute, dann Jairzinho nach 70 Minuten und Kapitän Carlos Alberto Torres vier Minuten vor dem Ende machten den 4:1-Endstand perfekt. Brasilien war zum dritten Mal Weltmeister, Italien Zweiter. Im Spiel um Platz 3 hatte einen Tag vorher, ebenfalls in Azteca, Deutschland Uruguay mit 1:0 besiegt.

### Fußball-Weltmeisterschaft 1986
An dem Ort, wo die deutsche Nationalmannschaft 16 Jahre zuvor an Italien gescheitert war, sollte es auch bei der WM 1986 allen Bemühungen zum Trotz ein Ende im Aztekenstadion geben. Zwar konnten Karl-Heinz Rummenigge und Rudi Völler in der Schlussphase des Endspiels gegen Argentinien einen 0:2-Rückstand noch ausgleichen, doch die deutsche Elf kassierte in der 84. Minute dann doch noch das Tor zum 2:3-Endstand.
Nicht weniger schlechte Erinnerungen haben die Engländer an jene mexikanische Spielstätte, in der für sie im Viertelfinale Schluss war, nachdem Diego Maradona mit der Hand Gottes einen irregulären Treffer erzielte. Jenes Skandaltor zum 1:0 (Endstand 2:1) haben die Engländer dem einstigen Fußballstar nie verziehen. Das zweite Tor von Diego Maradona in diesem Spiel wurde später von der FIFA zum Tor des Jahrhunderts gekürt.

### Fußball-Weltmeisterschaft 2026
Das Estadio Azteca ist eines der Stadien, die für die Fußball-Weltmeisterschaft 2026 in den Vereinigten Staaten (11 Stadien), Mexiko (3) und Kanada (2) ausgewählt wurde. Damit wird es das erste Stadion sein, das Austragungsort bei drei Fußball-Weltmeisterschaften ist. Für die Weltmeisterschaft 2026 wird das Estadio Azteca renoviert, modernisiert und von rund 81.000 auf 90.000 Plätze erweitert. Die Arbeiten sollen 18 Monate dauern und zwei Mrd. MXN (rund 110 Mio. Euro) kosten. Club América teilt sich in der Zwischenzeit mit dem CD Cruz Azul und dem CF Atlante das Estadio de la Ciudad de los Deportes als Heimspielstätte.

### Heutige Nutzung
Heute wird das Stadion überwiegend vom Club América genutzt, dessen Anhänger das Stadion bei den Meisterschaftsspielen durchschnittlich mit etwa 65.000 Menschen füllen. Am 27. Juli 2003 fand im Aztekenstadion das Endspiel des CONCACAF Gold Cup (die nord- und mittelamerikanische Meisterschaft, vergleichbar mit der Fußball-Europameisterschaft etc.) statt, das die Mexikaner in der Verlängerung mit 1:0 gegen Brasilien gewannen.
Gelegentlich wird das Stadion für andere Massenveranstaltungen, wie religiöse Zusammenkünfte genutzt. Am 25. Januar 1999 war Papst Johannes Paul II. während einer Pastoralreise nach Amerika im Aztekenstadion zu Gast und hielt eine Ansprache. Im selben Jahr versammelten sich dort zur Ehrung Jesu mehr als 100.000 Menschen zu einer feierlichen Gebetsstunde. Konzerte, wie die des mexikanischen Rocksängers Benjamin Anaya (2003), sind dagegen an dieser Stätte eher selten. Im Jahre 2004 war das Stadion Kulisse für den Film Matando Cabos.
Am 2. Oktober 2005 fand im Aztekenstadion mit der American-Football-Partie der Arizona Cardinals gegen die San Francisco 49ers das erste reguläre Spiel der National Football League (NFL) außerhalb der Vereinigten Staaten statt. Das Spiel mit dem Namen Fútbol Americano endete mit 31:14 für die Cardinals, welche ein Heimspiel verlagerten. Die Zuschauerzahl von 103.467 ist bis dato die größte Kulisse bei einem Saisonspiel der NFL außerhalb der USA. Zu einem Spiel der Preseason der NFL im Jahr 1994 zwischen den Houston Oilers und den Dallas Cowboys (6:0) versammelten sich sogar 112.376 Zuschauer im weiten Rund. Am 20. Februar 1993 lockte der WBO-Halbweltergewichts-WM-Boxkampf zwischen dem Mexikaner Julio César Chávez und dem US-Amerikaner Greg Haugen etwa 130.000 Zuschauer in die Fußballarena.
Das Aztekenstadion wurde ab 2016 einem umfangreichen Umbau unterzogen. Es waren die größten Baumaßnahmen seit der Überdachung des Stadions 1967. Als erste Maßnahme des Projektes wurde die Bestuhlung auf den Rängen erneuert, wodurch sich das Platzangebot zunächst von 105.000 auf 95.500 Plätze verringerte. Durch weitere Umbauten auf den Tribünen sank die Kapazität dann auf rund 87.000.
Ab Anfang Februar 2016 wurde aus dem unteren Stehplatzabschnitt der Osttribüne ein großer Hospitality-Bereich. Als zweite Phase startete Ende März 2016 der Umbau des westlichen Oberrangs zu einem Pressebereich nach den Anforderungen der FIFA und der NFL. Des Weiteren erhielt das Stadion private Logen.
Westlich des Stadions wurde mit dem Bau eines Komplexes mit Namen Foro Azteca mit 130.000 Quadratmeter Verkaufsfläche, einem Bürogebäude mit 20.000 Quadratmeter Fläche und zwei Hotels begonnen. Ferner ist die Schaffung von 2.500 zusätzlichen Parkplätzen vorgesehen. Das Einkaufszentrum neben dem Stadion soll bis 2019 fertiggestellt werden.
Im März 2025 wurde die Partnerschaft des Finanzdienstleisters Grupo Financiero Banorte und der Grupo Ollamani, die Finanzierung, Werbung und Sponsoring umfasst, bekanntgegeben. Die Vereinbarung umfasst ein finanzielles Volumen in Höhe von 2,1 Milliarden Pesos (etwa 97 Mio. Euro). Dies wird zur Modernisierung der Arena für die Fußball-WM genutzt. Laut ESPN soll die Rückzahlung über einen Zeitraum von zwölf Jahren erfolgen. Mitte Mai 2025 wurde bekannt, dass die Wiedereröffnung für den 28. März 2026 angesetzt ist.

## Spiele der Fußball-Weltmeisterschaft im Aztekenstadion
Insgesamt sahen 1.917.550 Zuschauer die 19 Spiele (100.924 im Schnitt pro Spiel) im Aztekenstadion. In keinem WM-Stadion gab es mehr Zuschauer und in keinem einen höheren Schnitt.
| Liste der WM-Spiele |               |           |              |                |                          |                                                                                      |
| Nr.                 | Datum         | Ergebnis  | Mannschaft 1 | Mannschaft 2   | Anlass / Zuschauer       | Bemerkungen                                                                          |
| 1                   | 31. Mai 1970  | 0:0       | Mexiko       | Sowjetunion    | Eröffnungsspiel 107.160  | Höchste Zuschauerzahl bei einem Eröffnungsspiel                                      |
| 2                   | 03. Juni 1970 | 3:0       | Belgien      | El Salvador    | Gruppenspiel 92.205      |                                                                                      |
| 3                   | 06. Juni 1970 | 4:1       | Sowjetunion  | Belgien        | Gruppenspiel 95.261      |                                                                                      |
| 4                   | 07. Juni 1970 | 4:0       | Mexiko       | El Salvador    | Gruppenspiel 103.058     |                                                                                      |
| 5                   | 10. Juni 1970 | 2:0       | Sowjetunion  | El Salvador    | Gruppenspiel 89.979      |                                                                                      |
| 6                   | 11. Juni 1970 | 1:0       | Mexiko       | Belgien        | Gruppenspiel 108.192     |                                                                                      |
| 7                   | 14. Juni 1970 | 0:1 n. V. | Sowjetunion  | Uruguay        | Viertelfinale 26.085     |                                                                                      |
| 8                   | 17. Juni 1970 | 4:3 n. V. | Italien      | BR Deutschland | Halbfinale 102.444       | Jahrhundertspiel                                                                     |
| 9                   | 20. Juni 1970 | 0:1       | Uruguay      | BR Deutschland | Spiel um Platz 3 104.403 | Höchste Zuschauerzahl bei einem Spiel um Platz 3                                     |
| 10                  | 21. Juni 1970 | 4:1       | Brasilien    | Italien        | Endspiel 107.412         | Brasilien wird zum dritten Mal Weltmeister                                           |
| 11                  | 31. Mai 1986  | 1:1       | Bulgarien    | Italien        | Eröffnungsspiel 96.000   |                                                                                      |
| 12                  | 03. Juni 1986 | 1:2       | Belgien      | Mexiko         | Gruppenspiel 110.000     |                                                                                      |
| 13                  | 07. Juni 1986 | 1:1       | Mexiko       | Paraguay       | Gruppenspiel 114.600     | Höchste Zuschauerzahl bei einem Gruppenspiel                                         |
| 14                  | 11. Juni 1986 | 0:1       | Irak         | Mexiko         | Gruppenspiel 103.763     |                                                                                      |
| 15                  | 15. Juni 1986 | 2:0       | Mexiko       | Bulgarien      | Achtelfinale 114.580     | Höchste Zuschauerzahl bei einem Achtelfinale                                         |
| 16                  | 18. Juni 1986 | 3:0       | England      | Paraguay       | Achtelfinale 98.728      |                                                                                      |
| 17                  | 22. Juni 1986 | 2:1       | Argentinien  | England        | Viertelfinale 114.580    | Hand Gottes, Höchste Zuschauerzahl bei einem Viertelfinale                           |
| 18                  | 25. Juni 1986 | 2:0       | Argentinien  | Belgien        | Halbfinale 114.500       | Höchste Zuschauerzahl bei einem Halbfinale                                           |
| 19                  | 29. Juni 1986 | 3:2       | Argentinien  | BR Deutschland | Endspiel 114.600         | Argentinien wird zum zweiten Mal Weltmeister, Höchste Zuschauerzahl bei einem Finale |